# Násszer al-Dzsúhar
Násszer al-Dzsúhar (arabul: ناصر الجوهر; Rijád, 1946. január 6. –) szaúd-arábiai labdarúgó, középpályás és edző.

## Pályafutása

### Klubcsapatban
1961 és 1984 között az En-Naszr csapatában játszott, melynek tagjaként három bajnoki címet szerzett (1975, 1980, 1981).

### Edzőként
1987 és 2000 között az En-Naszr vezetőedzője volt, melyet három alkalommal vezetett bajnoki címig (1989, 1994, 1995). Négy alkalommal nevezték ki a szaúd-arábiai válogatott szövetségi kapitányi posztára (2000, 2002, 2008, 2011). A 2002-es világbajnokságon és a 2011-es Ázsia-kupán irányította a válogatottat. 

## Sikerei, díjai

### Játékosként
En-Naszr
- Szaúd-arábiai bajnok (3): 1974–75, 1979–80, 1980–81

### Edzőként
En-Naszr
- Szaúd-arábiai bajnok (3): 1988–89, 1993–94, 1994–95